# Ladice

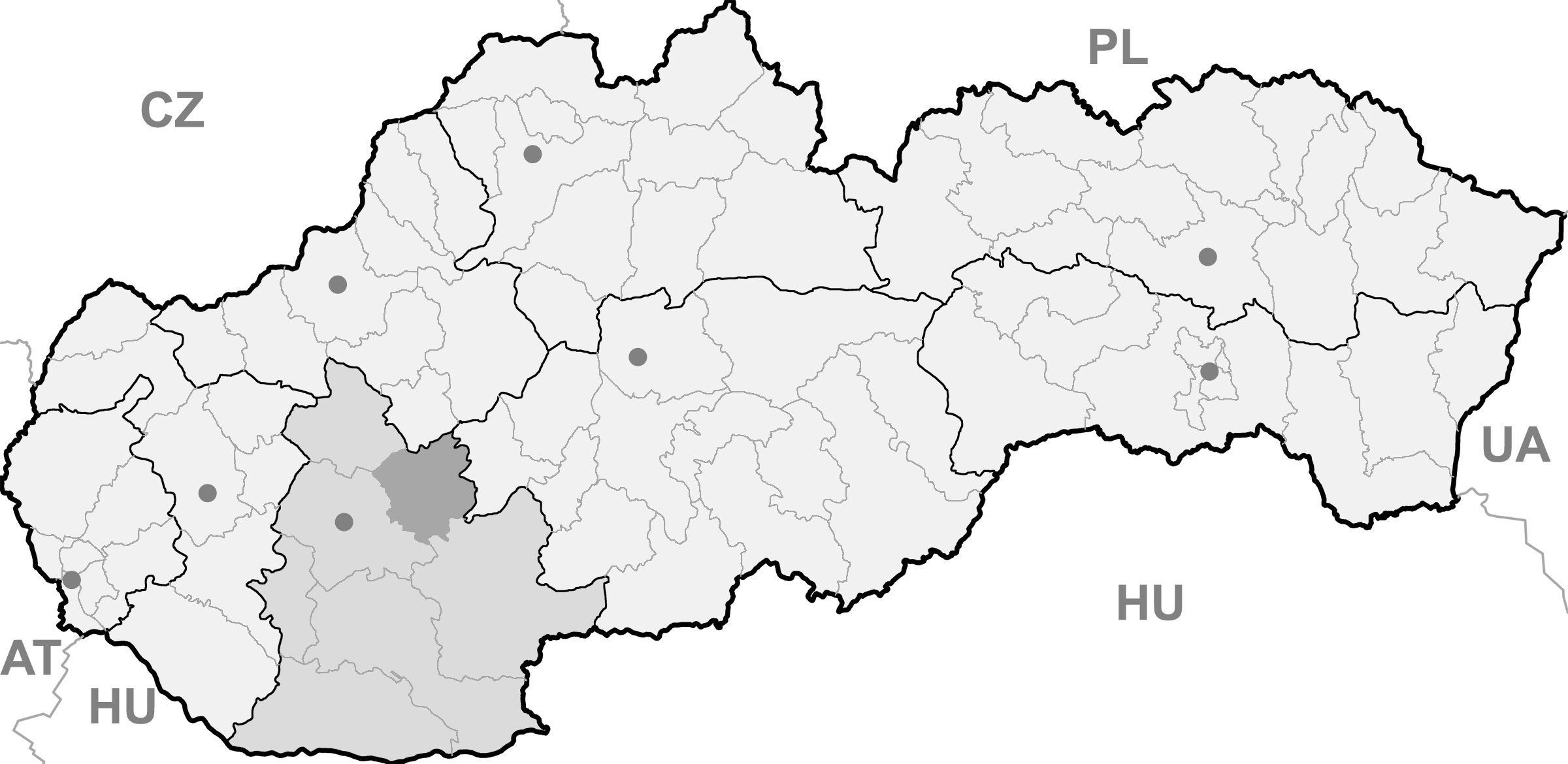
Ladice fica na parte mais cinzenta no mapa

Ladice é um município da Eslováquia, situado no distrito de Zlaté Moravce, na região de Nitra. Tem 11,65 km² de área e sua população em 2018 foi estimada em 743 habitantes.

## Demografia
| Ano:        | 1994 | 2004   | 2014   | 2024   |
| ----------- | ---- | ------ | ------ | ------ |
| Broj ljudi: | 844  | 800    | 741    | 719    |
| Razlika:    |      | -5,21% | -7,37% | -2,96% |

| Ano:               | 2023 | 2024   |
| ------------------ | ---- | ------ |
| Número de pessoas: | 732  | 719    |
| Diferença:         |      | -1,77% |